# Cinquième gouvernement de Nouvelle-Calédonie
Nouvelle-Calédonie
Gouvernement Thémereau I Gouvernement Martin I
Le cinquième gouvernement de la Nouvelle-Calédonie formé depuis l'Accord de Nouméa, dit aussi deuxième gouvernement Thémereau, a été élu le 24 juin 2004 par le Congrès issu du scrutin provincial du 9 mai 2004 et a ainsi fait sortir la Nouvelle-Calédonie de la crise institutionnelle dans laquelle elle se trouvait depuis l'avortement du Premier gouvernement Thémereau le 10 juin 2004. Les membres du gouvernement n'arrivent à se mettre d'accord que le 29 juin sur les noms de la présidente (Marie-Noëlle Thémereau, qui obtient les voix de l'Avenir ensemble et du Rassemblement-UMP) et de la vice-présidente (Déwé Gorodey). Le 2 juillet, les compétences des différents membres du gouvernement sont fixées. À la suite des élections législatives de 2007, qui ont marqué un certain échec pour l'Avenir ensemble étant donné qu'aucun de ses candidats n'a réussi à accéder aux seconds tours dans aucune des circonscriptions, Marie-Noëlle Thémereau présente sa démission le 23 juillet 2007, entraînant de ce fait l'ensemble du gouvernement qui reste toutefois en fonction jusqu'à l'élection de l'exécutif devant lui succéder le 6 août 2007. Il s'agit, jusqu'à présent, du plus long gouvernement jamais formé depuis la mise en place du statut de l'Accord de Nouméa.

## Gouvernement précédent
Premier gouvernement Thémereau.

## Gouvernement suivant
Premier gouvernement Martin.

## Candidatures et élection[1]

### Listes
Les candidats indiqués en gras sont ceux membres du Congrès, élus en 2004.

### Résultats
|       | Liste                    | Votes | %     | Sièges au Gouvernement | Détail du vote                                          |
| ----- | ------------------------ | ----- | ----- | ---------------------- | ------------------------------------------------------- |
|       | Avenir ensemble          | 21    | 38,89 | 4                      | 16 Avenir ensemble, 4 FN, 1 LKS (Nidoïsh Naisseline)    |
|       | Rassemblement-UMP - FCCI | 17    | 31,48 | 4                      | 16 Rassemblement-UMP, 1 FCCI (Cono Hamu)                |
|       | UNI-FLNKS                | 9     | 16,98 | 2                      | 9 du groupe UNI-FLNKS (7 Palika, 1 RDO, 1 UC Renouveau) |
|       | Union calédonienne       | 7     | 13,21 | 1                      | 7 du groupe UC                                          |
| Total | Total                    | 54    | 100   | 11                     | -                                                       |

## Présidence et Vice-présidence
- Présidente : Marie-Noëlle Thémereau
- Vice-présidente : Déwé Gorodey

## Composition

### MembresAvenir ensemble
- Marie-Noëlle Thémereau : présidente du Gouvernement, chargée du secteur des Affaires sociales et de la Solidarité
- Didier Leroux : membre du Gouvernement, chargé du secteur de l'Économie, de la Fiscalité, du Développement durable, des Mines, des Transports aériens et des Communications
- Éric Babin : membre du Gouvernement, chargé du secteur de l'Agriculture et de la Pêche
- Alain Song : membre du Gouvernement, chargé du secteur de la Formation professionnelle, de l'Emploi et de la Fonction publique

### MembresRassemblement-UMP
- Pierre Frogier : membre du Gouvernement, chargé du secteur du Commerce extérieur, du suivi des Questions relatives aux Relations extérieures et aux Relations avec l'Union européenne
- Marianne Devaux : membre du Gouvernement, chargée du secteur de la Santé et du Handicap
- Jean-Claude Briault : membre du Gouvernement, chargé du secteur des Finances et du Budget
- Maurice Ponga : membre du Gouvernement, chargé du secteur de la Jeunesse et des Sports

### MembresUNI-FLNKS(Palika)
- Déwé Gorodey : vice-présidente du Gouvernement, chargée du secteur de la Culture, de la Condition féminine et de la Citoyenneté
- Charles Washetine : membre du Gouvernement, chargé du secteur de l'Enseignement et des Questions relatives à la Recherche

### Membre UC
- Gérald Cortot : membre du Gouvernement, chargé du secteur des Transports terrestres et maritimes, des Infrastructures et de l'Énergie, également chargé du Schéma d'Aménagement et de Développement de Nouvelle-Calédonie